# Ункосовское сельское поселение
Унко́совское се́льское поселе́ние — муниципальное образование в Чучковском районе Рязанской области России.

## Население
| 2010 | 2012  | 2013  | 2014 | 2015 | 2016 | 2017 |
| ---- | ----- | ----- | ---- | ---- | ---- | ---- |
| 1052 | ↘1022 | ↘1000 | ↘964 | ↘921 | ↘879 | ↘864 |
| 2018 | 2019  | 2020  | 2021 |      |      |      |
| ↗887 | ↗897  | ↗898  | ↘850 |      |      |      |

## Административное устройство
Административное устройство сельского поселения определяются законом Рязанской области от 07.10.2004 № 100-ОЗ.
Границы сельского поселения определяются законом Рязанской области от 11.11.2008 № 164-ОЗ.
В состав сельского поселения входят 11 населённых пунктов:
| №  | Населённый пункт | Тип населённого пункта       | Население |
| -- | ---------------- | ---------------------------- | --------- |
| 1  | Авангард         | посёлок                      | ↗370      |
| 2  | Алеево           | село                         | ↘123      |
| 3  | Александровка    | деревня                      | ↘0        |
| 4  | Гавриловское     | деревня                      | ↘4        |
| 5  | Голенищево       | село                         | ↘52       |
| 6  | Гремячево        | село                         | ↘0        |
| 7  | Дудкино          | село                         | ↗188      |
| 8  | Кистенёво        | село, административный центр | ↘206      |
| 9  | Подысаково       | село                         | ↘4        |
| 10 | Тюменево         | село                         | ↘0        |
| 11 | Ункосово         | село                         | ↘105      |